# François Faber
François Faber (26. januar 1887 – 9. maj 1915) var en luxembourgsk cykelrytter. Han blev født i Frankrig, men fordi faderen var fra Luxembourg, kunne han få luxembourgsk statsborgerskab. 
I 1906 deltog han i Tour de France for første gang; han fuldførte dog ikke. Året efter blev han en samlet nr. 7, og i 1908 opnåede han en samlet andenplads og vandt to etaper. I 1909 dominerede han Touren. Han vandt løbet og desuden fem etaper i træk – en rekord der aldrig er blevet brudt.
I løbet af karrieren vandt han 19 Tour de France-etaper, Paris-Bruxelles, Bordeaux-Paris, Sedan-Bruxelles, Paris-Tours (2 gange), Paris-Roubaix og Lombardiet Rundt.
Da 1. verdenskrig brød ud, meldte Faber sig til den franske fremmedlegion. Den 9. maj 1915 ved Carency nær Arras modtog han et telegram, der fortalte, at hans kone havde født parret en datter. Jublende hoppede han op ad skyttegraven og blev ramt af en tysk kugle.
GP François Faber, et lille løb i Luxembourg, er opkaldt efter ham.